# Ugo Bergamo
Ugo Bergamo (Venezia, 15 agosto 1951) è un politico italiano.
È stato sindaco di Venezia dal 1990 al 1993 e senatore della Repubblica nella XIV legislatura.

## Biografia
Dopo la maturità classica presso il liceo "Pietro Orseolo II" di Venezia e la laurea in legge presso l'Università degli studi di Padova, inizia giovanissimo la sua carriera politica in seno alla Democrazia Cristiana (DC) con l'elezione a consigliere comunale del Comune di Venezia nel 1975 e nel 1980 diviene capogruppo della DC nel consiglio comunale.
Dal 1985 al 1987 ricopre l'incarico vicesindaco e dal 1988 al 1990 è segretario provinciale del partito. Nel 1990 viene eletto alla carica di primo cittadino della città lagunare e rimane in carica per tre anni. Nel 1996 diviene consigliere regionale della Regione Veneto, carica che ricopre per un quadriennio.
Al di fuori della sua attività politica ha ricoperto numerosi incarichi di rilievo in Veneto quali:
- presidente Ente Autonomo Teatro “La Fenice” di Venezia (1990 - 1993);
- vicepresidente Ente Autonomo “La Biennale” di Venezia (1990 - 1993)
- vicepresidente della ITAV (Stazione Aeroportuale Venezia, 1990 - 1995)
- vicepresidente della società per l'autostrada Venezia – Padova (1990 - 1996)
- presidente del Comitato Olimpico Nazionale per il Veneto (1991 - 1996).[4]

Ha inoltre esercitato l'attività forense dal 1975 al 2005.

## Carriera politica nazionale
Candidato al Parlamento nelle elezioni del 2001, viene eletto al Senato nella XIV legislatura il 30 maggio 2001, con il partito del Centro Cristiano Democratico (CCD), una delle coalizioni politiche originatesi dopo lo scioglimento della Democrazia Cristiana conseguente al difficile periodo della politica italiana noto come fine della Prima Repubblica. Nel corso del suo mandato parlamentare ha ricoperto l'incarico di segretario della 13ª commissione permanente territorio, ambiente, beni ambientali) fino alla scadenza della legislatura nel 2006. In questo periodo diviene famoso anche per alcune foto apparse su Repubblica che lo ritraevano assieme al senatore Michele Forte mentre facevano i "pianisti" durante una seduta del Senato.
Ha inoltre partecipato alla costituente del partito dell'Unione dei Democratici Cristiani e di Centro (UDC), appartenente all'area politica di centrodestra, fondato il 6 dicembre 2002 dalla fusione del CCD, del partito dei Cristiani Democratici Uniti (CDU) e di Democrazia Europea, movimento neo-centrista fondato nel 2001 dall'ex sindacalista Sergio D'Antoni.
Il nuovo partito si è formato sotto la guida di Pier Ferdinando Casini e la presidenza di Rocco Buttiglione.
È stato componente del Consiglio superiore della magistratura quale membro laico eletto dal Parlamento in seduta comune, dal 2005 al 2010 eletto con 714 voti in quota UdC.
Nel 2010 è stato nominato assessore alla mobilità e trasporti del Comune di Venezia.

## Onorificenze
Ugo Bergamo è stato insignito personalmente da S.M. il Re di Svezia dell'Ordine della Stella Polare, nel corso della visita di Stato del sovrano in Italia nel 1991.